# Dominikanerkloster Cölln

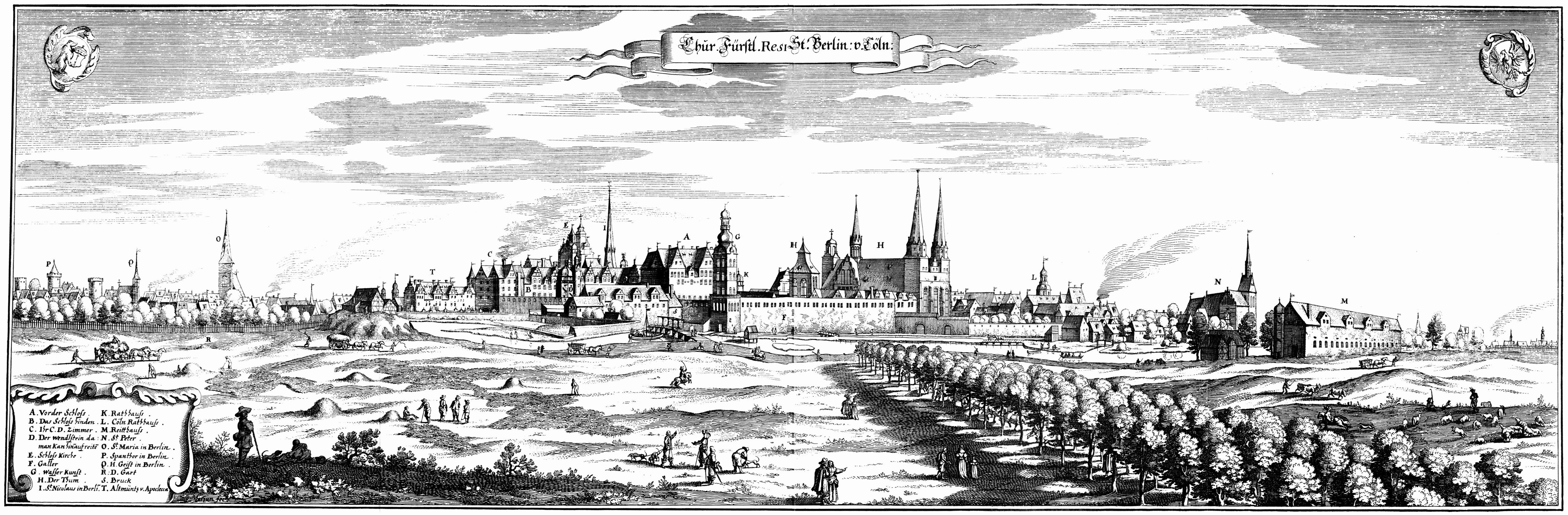
Die zweitürmige Berliner Hof- und Domkirche mit Dachreiter rechts neben dem Schloss (H, „Der Thum“). Die ursprüngliche Klosterkirche war schmucklos und hatte keine Türme. Darstellung von Matthäus Merian um 1650

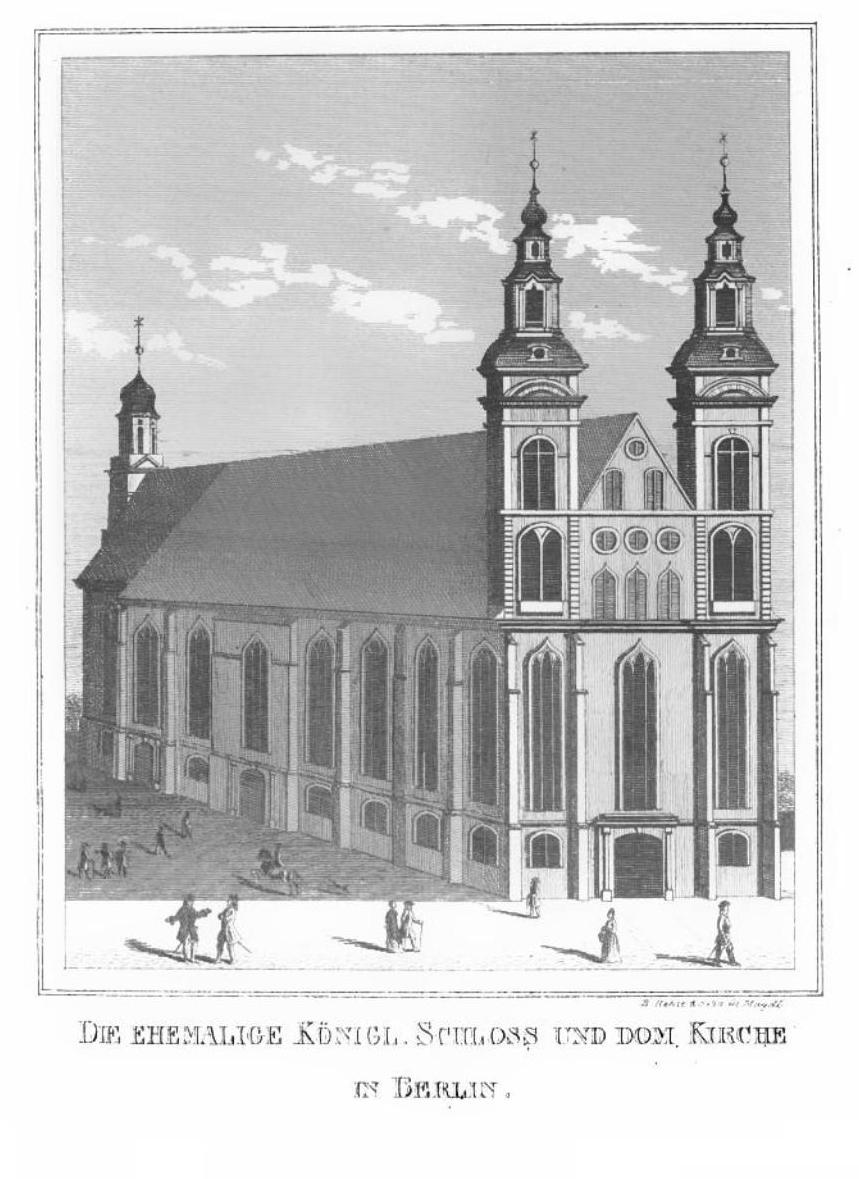
Alte Domkirche Berlin

Das Dominikanerkloster Cölln war ein Kloster der Dominikaner in der Stadt Kölln, der Schwesterstadt von Berlin. Es zählte zur Provinz Teutonia des Ordens. Ab 1536 wurde die Klosterkirche von Kurfürst Joachim II. zur Hof- und Domkirche der Hohenzollern ausgebaut.

## Geschichte und Baugeschichte
Das Kloster wurde erstmals 1297 erwähnt. Zum Kloster zählte ein Wohnturm, ein Klosterfriedhof und eine dreischiffige Hallenkirche aus der Zeit bis 1350 mit den Abmessungen 22 mal 64 Meter. Ab 1443 errichtete Kurfürst Friedrich Eisenzahn nordöstlich vom Kloster als seine Berliner Residenz das Berliner Schloss. Kurz nach seinem Regierungsantritt hob Joachim II. 1535 mit Genehmigung des Papstes das Kloster auf und schickte die fünf oder sechs verbliebenen Ordensleute nach Brandenburg in das leerstehende Sankt Pauli-Kloster. Die von Kurfürst Joachim II. prunkvoll ausgestattete und um zwei Türme ergänzte und mit dem benachbarten Schloss verbundene Kirche war ab 1536 die Hof- und Domkirche der Hohenzollern. Die Stiftskirche wurde mit  dem Patrozinium der heiligen Maria Magdalena, des hl. Erasmus und des hl. Kreuzes versehen. Nach dem Vorbild der von Lucas Cranach dem Älteren für seinen Onkel Kardinal Albrecht von Brandenburg, Kurfürst und Erzbischof von Mainz, für dessen Hallenser Stiftskirche 1519–1525 gemalten 16 Passionsaltäre mit 140 Bildtafeln gab Kurfürst Joachim II. bei Cranach einen Passions-Zyklus zum Ersatz der alten Altäre in Auftrag. Hiervon haben sich neun Mitteltafeln erhalten. Bis auf zwei tragen sie Cranachs Schlangensignet, sind auf 1537 und 1538 datiert und befinden sich heute im Jagdschloss Grunewald. Auch ließ Kurfürst Joachim II. die Hohenzollern-Grablege vom Kloster Lehnin in die Stiftskirche verlegen, darunter auch das Bronzegrabmal seines Großvaters Johann Ciceros. Im Jahr 1539 trat der Kurfürst zum Luthertum über. Der Turm auf dem Klostergelände wurde 1552 zum Glockenturm für die gewaltige Glocke der Wilsnacker Wunderblutkirche umgebaut. Joachim ließ ein kurfürstliches Erbbegräbnis errichten und die Überreste seines Vaters und seines Großvaters aus dem Kloster Lehnin überführen.
Zu Joachims Lebzeiten gab es in der Hofkirche auch katholischen Gottesdienst. Kurfürst Joachim Friedrich wandelte um 1600 die Kirche von einer Stiftskirche in eine Pfarrkirche – die Berliner Hauptkirche – um.
Der Turm wurde 1716 abgerissen, im Jahr 1747 auch der Dom wegen Baufälligkeit. Seine Funktion übernahm der neu errichtete Berliner Dom am Lustgarten. Die Sarkophage der Kurfürsten wurden 1749 überführt. Bei Kanalisationsarbeiten stieß man 1873 auf Fundamentreste und Bestattungen. Auch beim Bau des Staatsratsgebäudes 1961 stieß man auf Überreste.
Archäologen untersuchten auf dem Gelände des Berliner Schloßplatzes seit 2008 auch die Fundamentreste des Klosters.